# Dioscorea gallegosi
Dioscorea gallegosi är en enhjärtbladig växtart som beskrevs av Eizi Matuda. Dioscorea gallegosi ingår i släktet Dioscorea och familjen Dioscoreaceae. Inga underarter finns listade i Catalogue of Life.